# Dominik Schmid
Dominik Robin Schmid (Rheinfelden, 10 marzo 1998) è un calciatore svizzero, centrocampista del Basilea.

## Carriera

### Club
Cresciuto nel settore giovanile del Basilea, il 10 marzo 2017 firma il primo contratto da professionista con la squadra svizzera, legandosi ai rossoblù con un contratto triennale. Ha esordito in prima squadra il 28 maggio 2017, giocando da titolare la partita vinta per 1-3 contro il Grasshoppers.
Il 15 gennaio 2018 viene ceduto in prestito per diciotto mesi al Losanna.

### Nazionale
Ha giocato nelle nazionali giovanili svizzere Under-17, Under-18, Under-19 ed Under-21.

## Statistiche

### Presenze e reti nei club
Statistiche aggiornate al 22 febbraio 2018.
| Stagione        | Squadra         | Campionato      | Campionato | Campionato | Coppe nazionali | Coppe nazionali | Coppe nazionali | Coppe continentali | Coppe continentali | Coppe continentali | Altre coppe | Altre coppe | Altre coppe | Totale | Totale | Totale |
| Stagione        | Squadra         | Comp            | Pres       | Reti       | Comp            | Pres            | Reti            | Comp               | Pres               | Reti               | Comp        | Pres        | Reti        | Pres   | Reti   |        |
| --------------- | --------------- | --------------- | ---------- | ---------- | --------------- | --------------- | --------------- | ------------------ | ------------------ | ------------------ | ----------- | ----------- | ----------- | ------ | ------ | ------ |
| 2016-2017       | Basilea         | SL              | 1          | 0          | CS              | -               | -               | UCL                | -                  | -                  | -           | -           | -           | 1      | 0      |        |
| 2017-gen. 2018  | Basilea         | SL              | 3          | 0          | CS              | 1               | 0               | UCL                | 0                  | 0                  | -           | -           | -           | 4      | 0      |        |
| Totale Basilea  | Totale Basilea  | Totale Basilea  | 4          | 0          |                 | 1               | 0               |                    | 0                  | 0                  |             | -           | -           | 5      | 0      |        |
| gen.-giu. 2018  | Losanna         | SL              | 3          | 0          | CS              | -               | -               | -                  | -                  | -                  | -           | -           | -           | 3      | 0      |        |
| Totale carriera | Totale carriera | Totale carriera | 7          | 0          |                 | 1               | 0               |                    | 0                  | 0                  |             | -           | -           | 8      | 0      |        |

### Cronologia presenze e reti in Nazionale
| Cronologia completa delle presenze e delle reti in nazionale ― Svizzera under 21 | Cronologia completa delle presenze e delle reti in nazionale ― Svizzera under 21 | Cronologia completa delle presenze e delle reti in nazionale ― Svizzera under 21 | Cronologia completa delle presenze e delle reti in nazionale ― Svizzera under 21 | Cronologia completa delle presenze e delle reti in nazionale ― Svizzera under 21 | Cronologia completa delle presenze e delle reti in nazionale ― Svizzera under 21 | Cronologia completa delle presenze e delle reti in nazionale ― Svizzera under 21 | Cronologia completa delle presenze e delle reti in nazionale ― Svizzera under 21 |
| Data                                                                             | Città                                                                            | In casa                                                                          | Risultato                                                                        | Ospiti                                                                           | Competizione                                                                     | Reti                                                                             | Note                                                                             |
| -------------------------------------------------------------------------------- | -------------------------------------------------------------------------------- | -------------------------------------------------------------------------------- | -------------------------------------------------------------------------------- | -------------------------------------------------------------------------------- | -------------------------------------------------------------------------------- | -------------------------------------------------------------------------------- | -------------------------------------------------------------------------------- |
| 1-9-2017                                                                         | Bienne                                                                           | Svizzera under 21                                                                | 0 – 3                                                                            | Galles under 21                                                                  | Qual. Europeo Under-21 2019                                                      | -                                                                                | 62’                                                                              |
| 5-9-2017                                                                         | Ovidiu                                                                           | Romania under 21                                                                 | 1 – 1                                                                            | Svizzera under 21                                                                | Qual. Europeo Under-21 2019                                                      | -                                                                                |                                                                                  |
| 10-10-2017                                                                       | Vaduz                                                                            | Liechtenstein under 21                                                           | 0 – 2                                                                            | Svizzera under 21                                                                | Qual. Europeo Under-21 2019                                                      | -                                                                                | 68’                                                                              |
| Totale                                                                           |                                                                                  | Presenze                                                                         | 3                                                                                |                                                                                  | Reti                                                                             | 0                                                                                |                                                                                  |

## Palmarès
- Challenge League: 1

Grasshoppers: 2020-2021
- Campionato svizzero: 1

Basilea: 2024-2025
- Coppa Svizzera: 1

Basilea: 2024-2025